# Poletne olimpijske igre 1976
Poletne olimpijske igre 1976 (uradno XXI. olimpijada moderne dobe) so bile poletne olimpijske igre, ki so potekale leta 1976 v Montréalu, Québec, Kanada. Drugi gostiteljski kandidatki sta bili: Los Angeles, ZDA in Moskva, Sovjetska zveza.